# British Independent Film Awards
British Independent Film Awards (BIFA) é uma organização que celebra, apoia e promove o cinema independente britânico e o talento cinematográfico no Reino Unido. As indicações para a cerimônia de premiação anual são anunciadas no início de novembro, com a cerimônia ocorrendo no início de dezembro.
Desde 2015, a BIFA também organizou programas de desenvolvimento de talentos e de seleção de filmes em todo o Reino Unido, com o apoio da Creative Skillset e do British Film Institute.